# David Esdaille
David Esdaille (sinh ngày 22 tháng 7 năm 1963) là một cựu cầu thủ bóng đá người Anh thi đấu ở vị trí tiền vệ. Ông từng ra sân ở English football league cho Wrexham, Bury, và Doncaster Rovers.